# Bentley S3
O Bentley S3 é um automóvel de luxo de quatro portas produzido pela Bentley do final de 1962 até 1965, como sucessor do Bentley S2.

## Descrição
O S3 foi anunciado e exibido pela primeira vez no Salão do Automóvel de Paris em outubro de 1962. O carro era muito semelhante ao S2 anterior, com a diferença exterior mais visível sendo um layout de quatro faróis refletindo o introduzido no Rolls-Royce Silver Cloud III do mesmo ano modelo. O radiador foi rebaixado 4 cm, permitindo uma linha de capô mais baixa, e outras diferenças exteriores incluíam para-lamas dianteiros remodelados e over-riders menores nos para-choques dianteiros e traseiros. O interior foi modificado com assentos individuais para passageiros dianteiros e um assento traseiro movido duas polegadas para trás para maior espaço para as pernas. O motor V8 de 6,2 L (6.230 cc) continuou com maior compressão (9:1 em vez de 8:1) e carburadores maiores, aumentando a potência em 7%. As atualizações do motor trouxeram aceleração aprimorada e uma velocidade máxima de 185 km/h sem perda de economia; para o mercado americano, um filtro do motor foi empregado para reduzir a poluição do ar. A direção hidráulica também foi aprimorada.
O S3 foi cotado a £ 6.126, mais do que o triplo do Jaguar Mark X topo de linha fabricado na Grã-Bretanha a £ 2.022 (incluindo todos os impostos). O sedã esportivo Park Ward Continental foi cotado a £ 8.495, um preço de cerca de 40% sobre um S3.

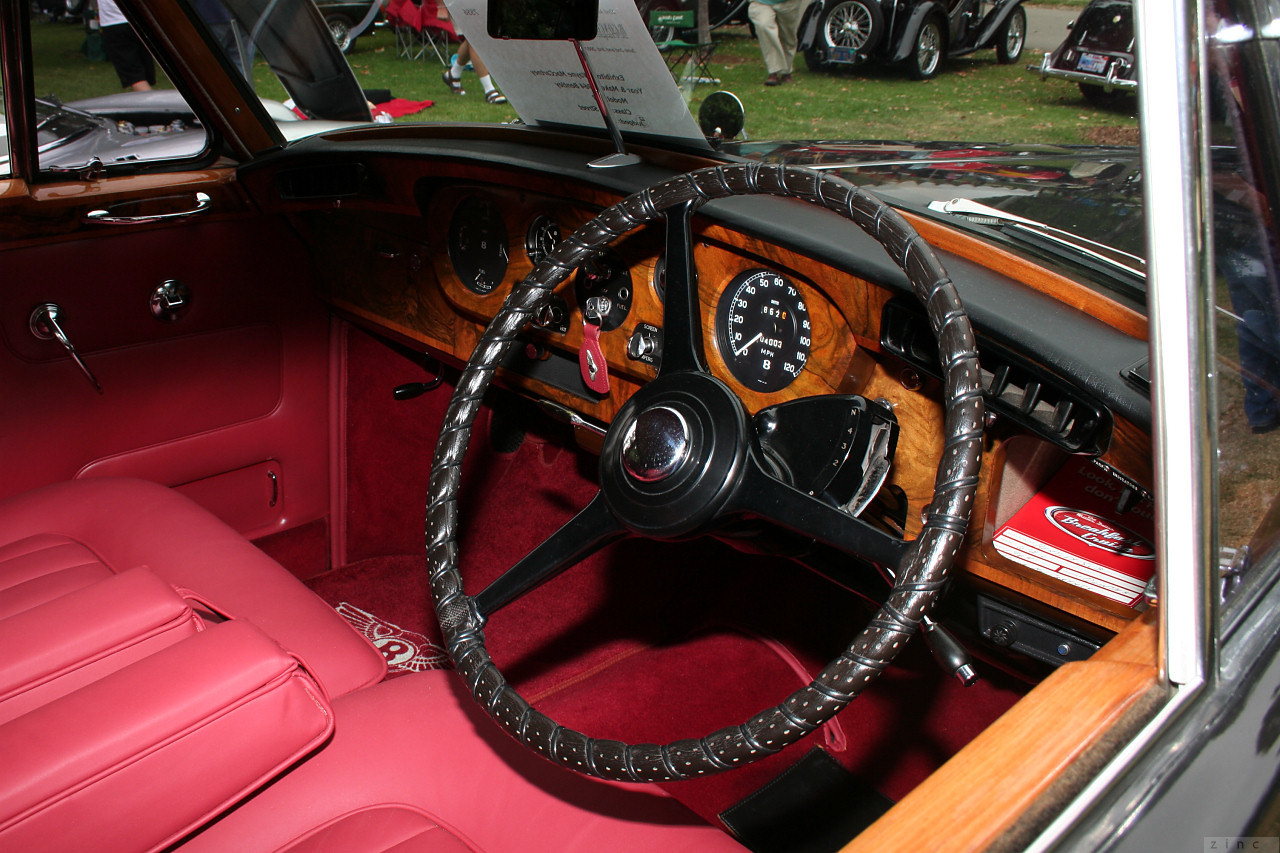
Painel de bordo do S3 1964
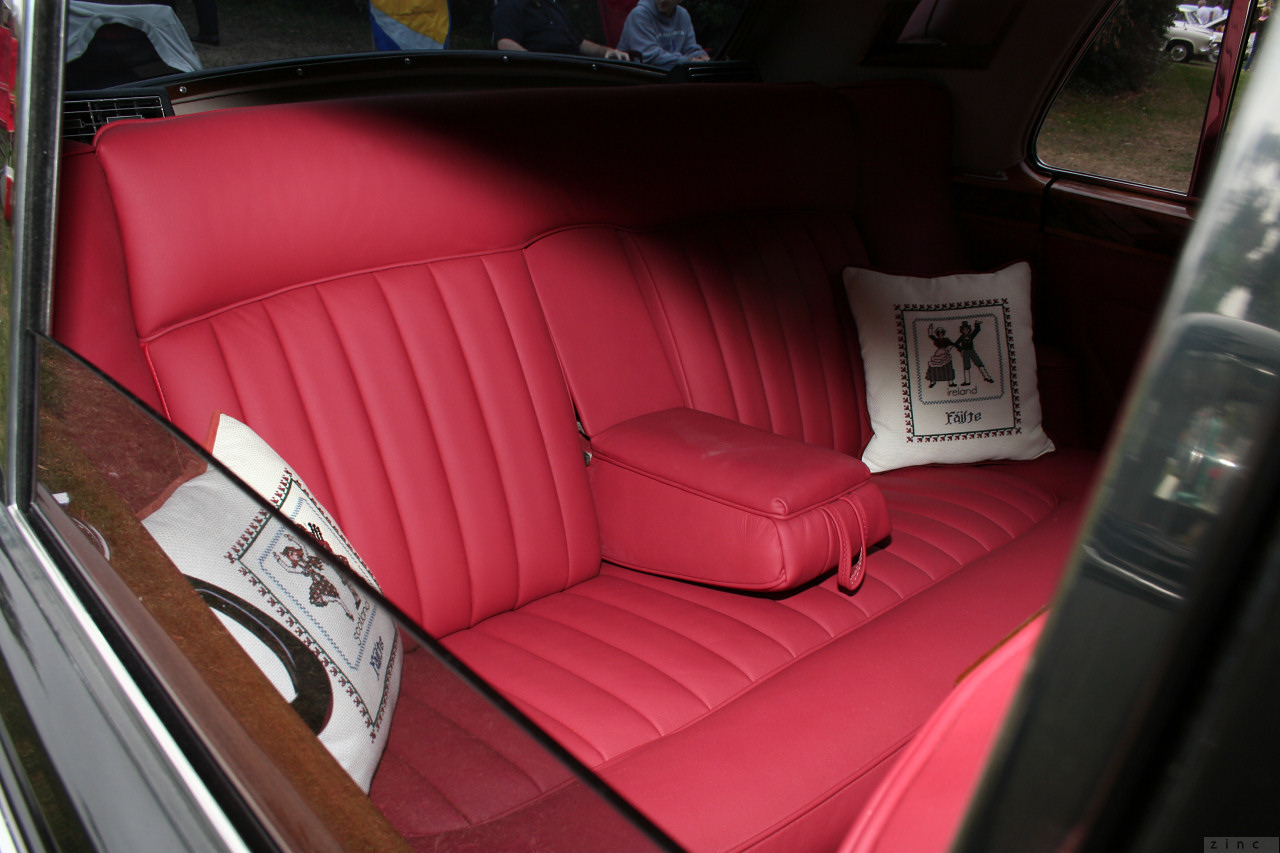
Banco traseiro do S3 1964

## S3 Continental
Em 1959, a Rolls-Royce adquiriu a H. J. Mulliner & Co., encarroçadoras (HJM). Em 1961, a HJM foi fundida com a Park Ward, que estava na posse da Rolls-Royce desde 1939, para formar a Mulliner, Park Ward Ltd. (MPW). Quando a produção dos S3 Continentals começou, havia mais diferenças do que a adaptação do design anterior da HJM pela Mulliner Park Ward: os carros foram construídos nas antigas instalações da Park Ward em Willesden, norte de Londres. As instalações da HJM foram abandonadas.
O S3 Continental foi construido estritamente com carroceria. A maioria das carrocerias era do estilo HJM alterado, disponível em formato cupê de cabeçote fixo ou drop head. Dos 328 S3 construídos com carroceria (Continentals incluídos aqui), quase 100 eram da MPW. Novamente, configurações de cupê de cabeçote fixo ou drop head estavam disponíveis. A diferença visual mais proeminente da configuração S2 eram os quatro faróis inclinados.
Pela primeira vez, esta carroceria foi oferecida no Rolls-Royce Silver Cloud, bem como no chassi S3. O S3 final foi entregue em 1966, quando o novo Rolls-Royce Silver Shadow e o Bentley Série T estavam prontamente disponíveis. Como os Continentals anteriores, a carroceria mais esportiva do S3 foi fabricada inteiramente em alumínio, diferente do sedã S3 mais pesado, com carroceria de aço. Isso, combinado com engrenagens mais altas e melhores taxas de compressão, resultou em um carro notavelmente mais rápido. Os Continentals de quatro portas com carroceria da H. J. Mulliner eram conhecidos como "Flying Spur", embora os Continentals de quatro portas de outros fabricantes de carrocerias às vezes também sejam erroneamente chamados de "Flying Spurs"; o termo se refere corretamente apenas às versões da Mulliner. Outro elegante sedã de quatro portas para o S3 Continental veio da James Young.
Apesar de serem altamente desejáveis, os extremamente caros Continentals (um preço de 40-50% sobre o caríssimo S3) foram vendidos em quantidades muito menores do que o sedã S3, por um fator de quatro.

## Produção
- S3: 1.286 (1 conversível pela Mulliner Park Ward)
- S3 de longa distância entre eixos: 32 (7 com carrocerias construídas pela James Young)
- S3 Continental: 311 (291 pela Mulliner Park Ward e 20 pela James Young)

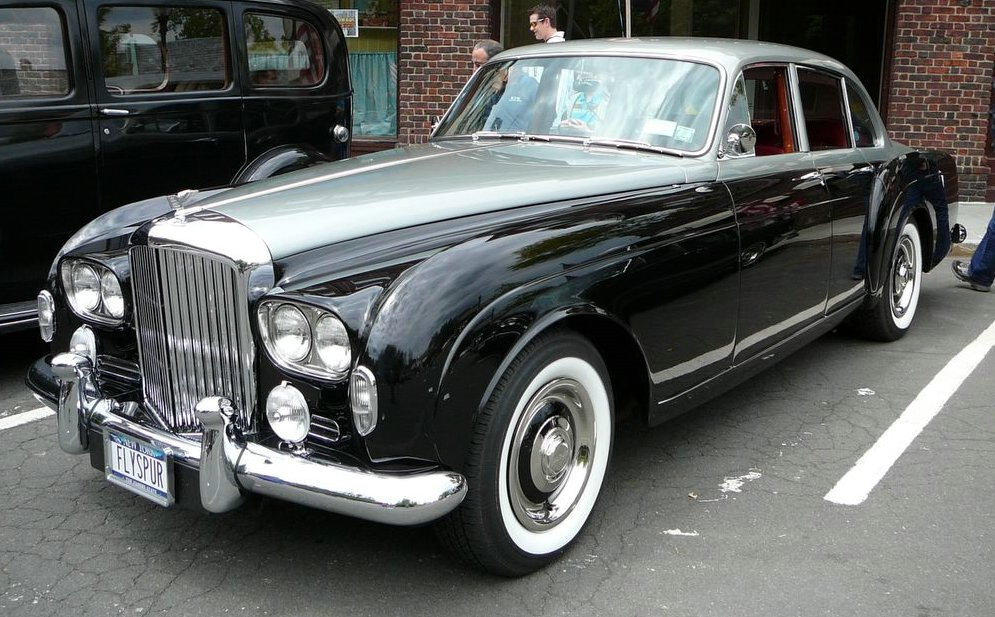
Flying Spur pela Mulliner Park Ward
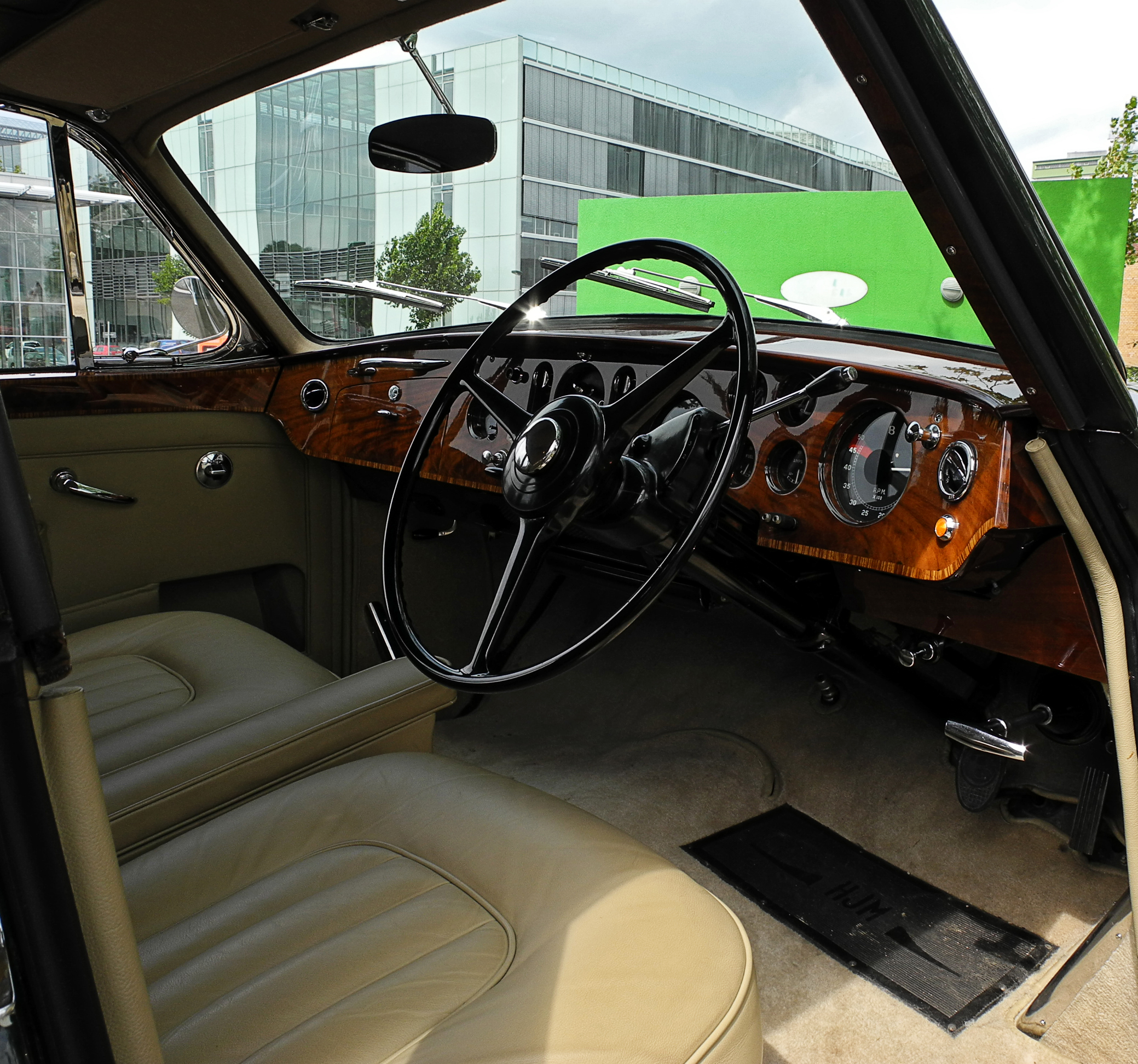
Flying Spur pela Mulliner Park Ward
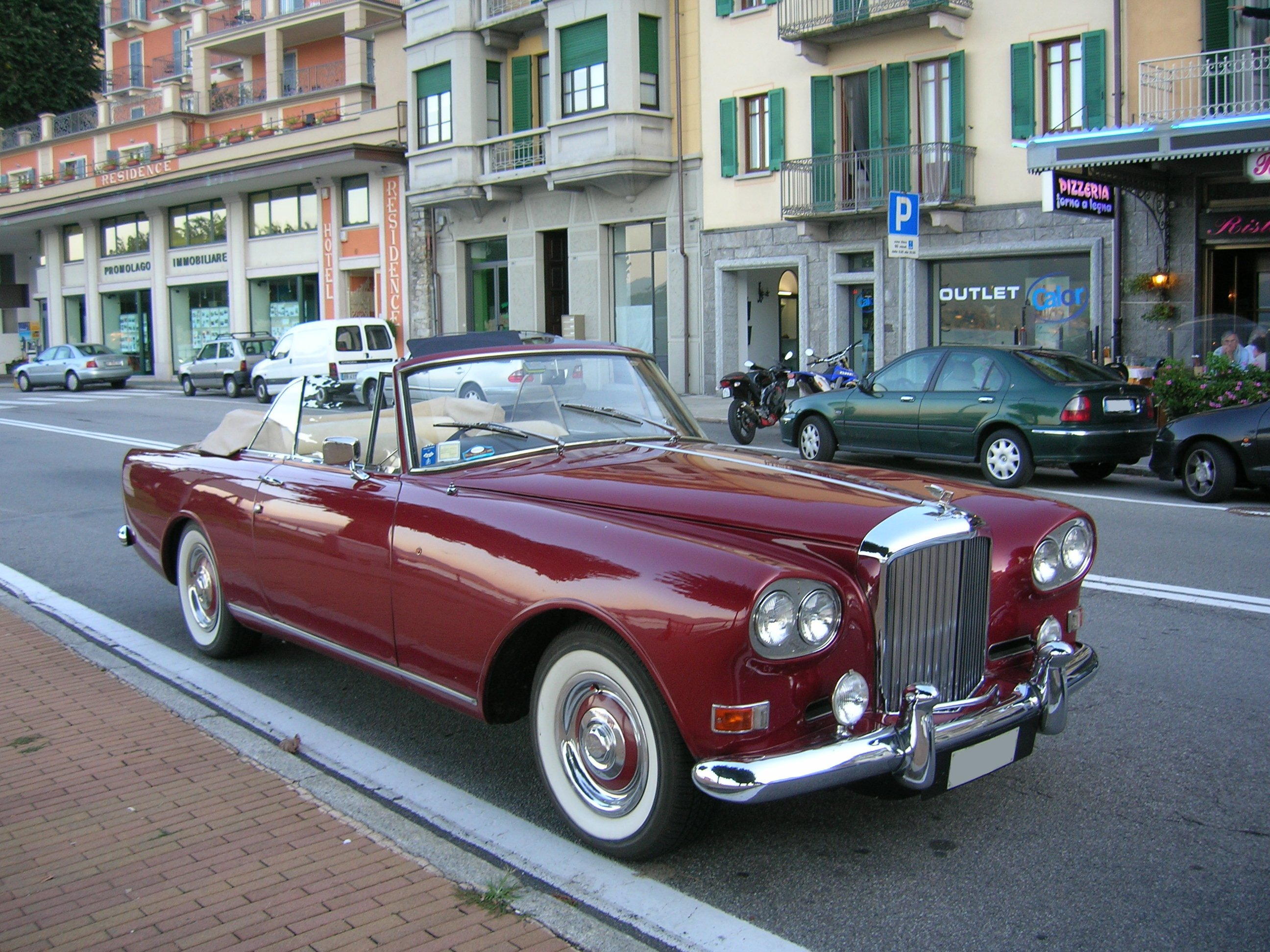
Conversível pela Mulliner Park Ward
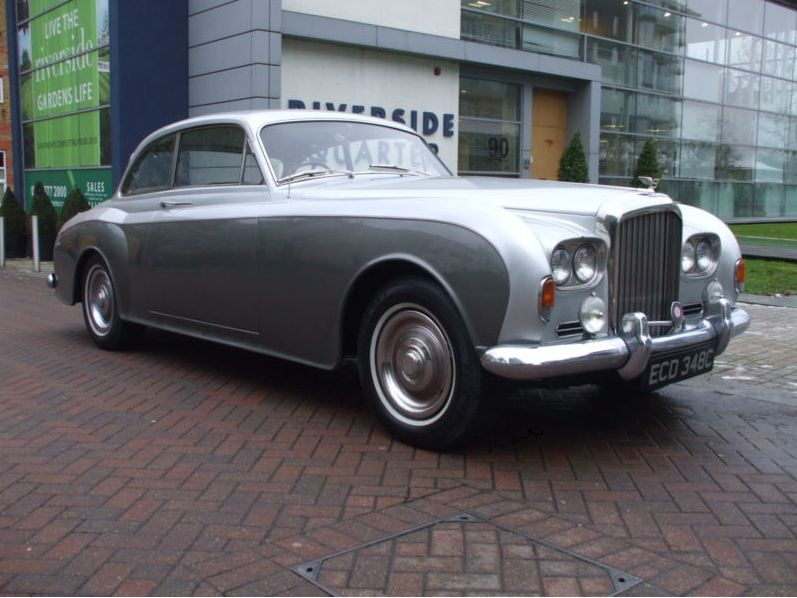
Cupê pela James Young